# 克塞尔马德
克塞尔马德，是西班牙加利西亚自治区卢戈省的一个市镇。 总面积167平方公里，总人口2553人（2001年），人口密度15人/平方公里。